# Filminstitut
Hauptaufgabe von Filminstituten ist die wissenschaftliche Beschäftigung mit dem Thema Film. Manche Filminstitute betreiben Forschung und Lehre unter dem Dach einer Hochschule. Andere haben die Gesellschaftsform einer Stiftung oder eines eingetragenen Vereins (e.V.).